# Gabriele Neumann
Gabriele Neumann (Hagen, 29 luglio 1963) è un'ex cestista tedesca.

## Carriera
Con la Germania Ovest ha disputato i Campionati europei del 1983.